# Живетський ярус
| Система/ Період                                                        | Відділ/ Епоха      | Ярус/ Вік         | Вік (млн років) | Вік (млн років) |
| ---------------------------------------------------------------------- | ------------------ | ----------------- | --------------- | --------------- |
| Карбон, С                                                              | Міссісіпій         | Турнейський, C1t  | молодше         | молодше         |
| Девон, D                                                               | Верхній/Пізній, D3 | Фаменський, D3fm  | 358,9           | 372,2           |
| Девон, D                                                               | Верхній/Пізній, D3 | Франський, D3f    | 372,2           | 382,7           |
| Девон, D                                                               | Середній, D2       | Живетський, D2zv  | 382,7           | 387,7           |
| Девон, D                                                               | Середній, D2       | Ейфельський, D2ef | 387,7           | 393,3           |
| Девон, D                                                               | Нижній/Ранній, D1  | Емський, D1e      | 393,3           | 407,6           |
| Девон, D                                                               | Нижній/Ранній, D1  | Празький, D1p     | 407,6           | 410,8           |
| Девон, D                                                               | Нижній/Ранній, D1  | Лохковський, D1l  | 410,8           | 419,2           |
| Силур, S                                                               | Пржидольска, S3    | поділ відсутній   | древніше        | древніше        |
| Підрозділи Девонської системи наведені згідно МКС, станом на 2018 рік. |                    |                   |                 |                 |
| п о р                                                                  |                    |                   |                 |                 |

Живетський вік і ярус, живет — верхній ярус середнього відділу девонської системи.
Загалом девон розділений на 3 відділи (верхній, середній, нижній)і 7 ярусів (Фаменський, Франкський, Живетський, Ейфельський, Емський, Еігенський, Жединський).